# Melanagromyza distincta
Melanagromyza distincta este o specie de muște din genul Melanagromyza, familia Agromyzidae, descrisă de Spencer în anul 1963. Conform Catalogue of Life specia Melanagromyza distincta nu are subspecii cunoscute.